# Pedra Branca (mer de Chine méridionale)
Pedra Branca ou Pulau Batu Puteh est un affleurement de rochers situé à l'extrémité orientale du détroit de Singapour où il fait face à la mer de Chine méridionale. Le phare de Horsburgh y a été construit en 1851. 
L'île est l'objet d'un différend territorial entre Singapour et la Malaisie. Singapour y fait référence sous le nom de Pedra Branca (« rocher blanc » en portugais) et la Malaisie sous le nom de Pulau Batu Puteh (« île du rocher blanc » en malais). Le nom vient des déjections blanchâtres des oiseaux qui étaient visibles sur le rocher dans le passé.
Pedra Branca/Pulau Batu Puteh a une superficie d'environ 3 300 m2 à marée haute, et lors des grandes marées basses, sa plus grande longueur émergée est de 137 m. 
L'île est apparue sur les premiers documents nautiques en 1583. Le navigateur hollandais Johann van Linschoten nota que Pedra Branca était « là où les navires qui arrivent et partent vers la Chine passent dans un grand danger et certains y restent ». En 1851, un phare est construit qui est nommé d'après le capitaine James Horsburgh, un hydrographe écossais de la Compagnie anglaise des Indes orientales qui cartographia les eaux de la région. 
Ces rochers ont longtemps constitué un danger pour la navigation, ainsi entre 1824 et 1851, au moins vingt-cinq vaisseaux y firent naufrage. Entre 2000 et 2004, deux collisions furent signalées dont celles du RSS Courageous de la Singapore Navy avec un cargo, le ANL Indonesia le 4 janvier 2003.
Dans un arrêt du 23 mai 2008, la Cour internationale de justice statua par douze voix contre quatre que « la souveraineté sur Pedra Branca/Pulau Batu Puteh appartient à la république de Singapour ». La Cour tient compte de la situation géographique de l'île et des effectivités à proximité de celles-ci. Or l'île se trouve dans les eaux faisant partie du domaine du sultanat de Johor, de surcroît, la Cour reconnaît les liens entre ce sultanat et le « peuple de la mer » agissant dans les eaux aux alentours de l'île. De fait, le titre territorial de l'île appartient à Singapour.
La Malaisie a introduit le 2 février 2017, une demande en révision de l'arrêt du 23 mai 2008, relativement à l'affaire intitulée Souveraineté sur Pedra Branca/Pulau Batu Puteh, Middle Rocks et South Ledge (Malaisie/Singapour). Dans cet arrêt, la Cour a soutenu que :
- la souveraineté sur Pedra Branca/Pulau Batu Puteh appartenait à Singapour ;
- la souveraineté sur Middle Rocks appartenait à la Malaisie ;
- la souveraineté sur South Ledge appartenait à l’État dans les eaux territoriales duquel il était situé.